# Triakel
Triakel — шведський фолк-колектив, заснований у 1995 році в Естерсунді.
Учасниками гурту є вокалістка Емма Херделін, скрипаль К'єль Ерік-Ерікссон та Джан Стрьомстед, який грає на органі. Назва гурту означає «лакриця» — за словами Ерікссона — як їхня музика з темними темами та солодким голосом.
Двоє учасників відомі у фолковому гурті Hoven Droven, а Емма є вокалісткою гурту Garmarna.

## Історія
Ідея створення колективу виникла після новорічної вечірки, коли К'єль Ерік-Ерікссон та Джан Стрьомстед вирішили об'єднати свої зусилля над створенням нового колективу. Згодом до них приєднується вокалістка Емма, яка надає гурту колориту та нового звучання. Гурт гастролює Європою та іншими країнами, зокрема в Японії, США та Канаді. У 1998 році видано дебютний альбом гурту з одноіменною назвою — Triakel. У 1999 році колектив видає сингл Innan gryningen, записаний з колишнім учасником ABBA Бенні Андерссоном. Цей трек увійшов до наступного альбому гурту, записаного у 2001 році Wintersongs.
На десятиріччя Triakel видано альбом 10 år med Triakel. Наступний альбом присвячено співачці Ульріці Ліндхольм, що жила у Ємтланді, пісні якої використали для запису. Останній альбом колективу видано у 2014 році.

## Музика
Особливітсь гурту полягає у тому, що переспівані стародавні балади, гімни та інші пісні з традиційними «темними» текстами і музикою фісгармонії, скрипки та вокалу. У текстах пісень фігурують такі теми, як вбивство, нерозділене кохання, людський хаос, Твори часто сягають корінням Ємтланду, Швеція, однак з розширенням репертуару з'явилися пісні і з інших регіонів.

## Склад гурту
Emma Härdelin — вокал, скрипка
Kjell-Erik Eriksson — скрипка
Janne Strömstedt — фісгармонія

## Дискографія

### Сингли
- 1999 — Innan gryningen

### Альбоми
- 1998 — Triakel
- 2000 — Vintervisor
- 2004 — Sånger från 63° N
- 2005 — 10 år med Triakel
- 2011 — Ulrikas minne — visor från Frostviken
- 2014 — Thyra